# Tren de mare viteză

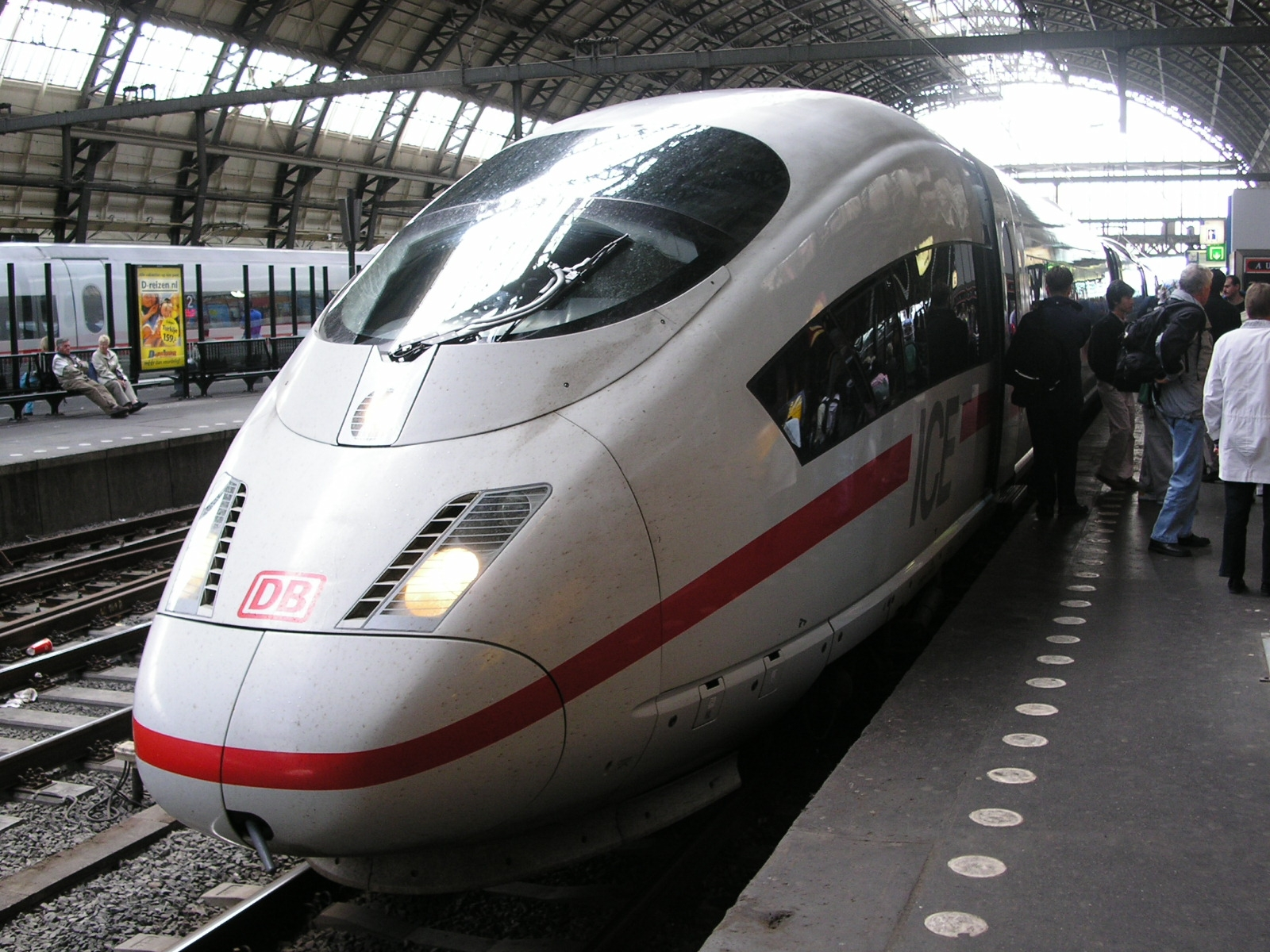
Inter City Express-3

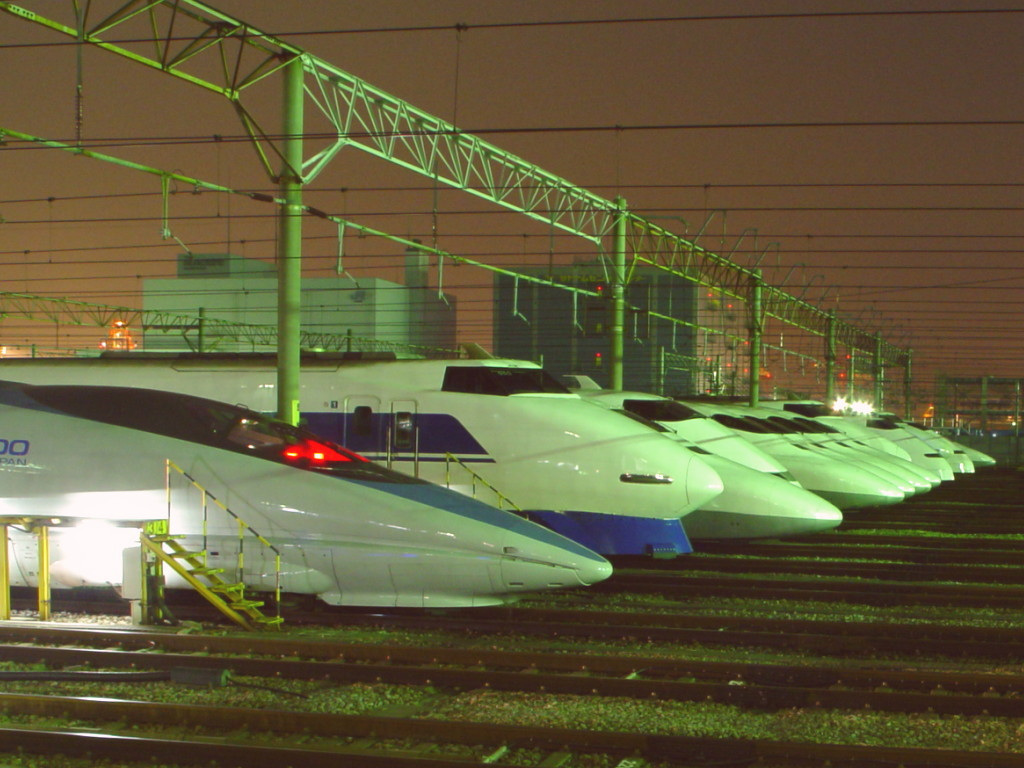
Trenuri japoneze Shinkansen de diferite tipuri

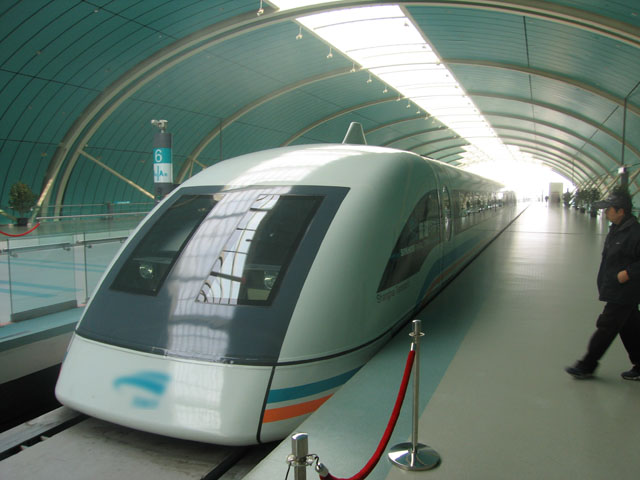
Shanghai Pudong Transrapid

Trenurile de mare viteză sunt trenuri care pot dezvolta viteze mai mari de 200 km/h. În mod normal, viteza lor este între 200 km/h și 300 km/h, recordul unui tren pe șine fiind al unui TGV: 574,8 km/h, dar trenurile experimentale japoneze cu levitație magnetică JR-Maglev au ajuns la 581 km/h.

## Pe șine convenționale
- Spania - Alta Velocidad Española, Velaro-E
- Franța - Train à Grande Vitesse - TGV
- Japonia - Shinkansen („Linia noului trunchi”)
- Coreea de Sud - Korea Train Express (sub licența franceză TGV)
- Germania - InterCity Express - ICE
- Europa - Thalys, Eurostar (variante de TGV)
- Italia[1] - Pendolino, ETR 500
- Cehia, Finlanda - Pendolino
- Austria - Railjet
- Marea Britanie - HST
- SUA - Acela Express

## Levitație magnetică
- China - Transrapid Maglev
- Japonia - JR-Maglev MLX01